# مستعلية
المستعلية إحدى فرق الشيعة الإسماعيلية نسبة إلى المستعلي بالله الإمام التاسع عشر الخلفية الفاطمي التاسع.
عقب موت الخلفية الفاطمي الثامن الإمام الثامن عشر المستنصر بالله سنة 487ھ (1094م) نشب خلاف في البيت الفاطمي بين من رأوا أن ابنه نزار هو الإمام لوصية أبيه حسب زعمهم، وبين من رأوا أن ابنه الآخر أحمد المستعلي بالله هو الإمام.
كان وكيل المستنصر القوي الأفضل شاهنشاه مؤيدا للمستعلي وأكثر الأطراف المتنازعة نفوذا، مما حسم الخلاف لصالح هذا الأخير فدعي إليه إماما تاسع عشر، وسُجن نزار ومات لاحقا في سجنه في الإسكندرية، وفر ابنه الهادي في أتباعه إلى آسيا الوسطى حيث نصره الداعي الإسماعيلي القوي حسن الصباح، محدثين بذلك انشقاقا في الإمامة الفاطمية ما بين مستعلية ونزارية.

## الانشقاق إلى حافظيّة وطَيِّبِيّة
سنة 524ھ (1130م) اغتال النزاريةُ منصور الآمر بأحكام الله بن أحمد المستعلي بالله انتقاما لما يعتقدون أنه اغتصاب للعرش الفاطمي، ولم يكن قد سَمَّى خليفة، فاختلف البيت الفاطمي في مصر فيمن يخلفه إماما، وارتأى بعضهم أن الطيب أبي القاسم ابن منصور هو الإمام فعرفوا بالطيِّبية، بينما بايع آخرون الحافظ لدين الله ابن عم الآمر بأحكام الله، فعرفوا بالحافظية.
اعتقد الطَّيِّبِية بان الإمام الطيب أبي القاسم دخل في دور الستر، فكان هو إمامهم الحادي والعشرين والأخير، وهم اليوم البهرة، وقد تفرعوا لاحقا إلى بهرة داوودية وسليمانية وعَلَوِّية بعد أن اختلفوا على هوية الداعي المطلق.
أما الحافظية فقد انتهت بسقوط الدولة الفاطمية على يد الأيوبيين في القرن الثاني عشر الميلادي بعد العاضد لدين الله، لذا فكل المستعلية الباقية اليوم هم من الطَّيِّبِية.

## طالع كذلك
- إسماعيلية
- نزارية
- حافظية
- طيبية
- بهرة